# Eduard Schauenburg

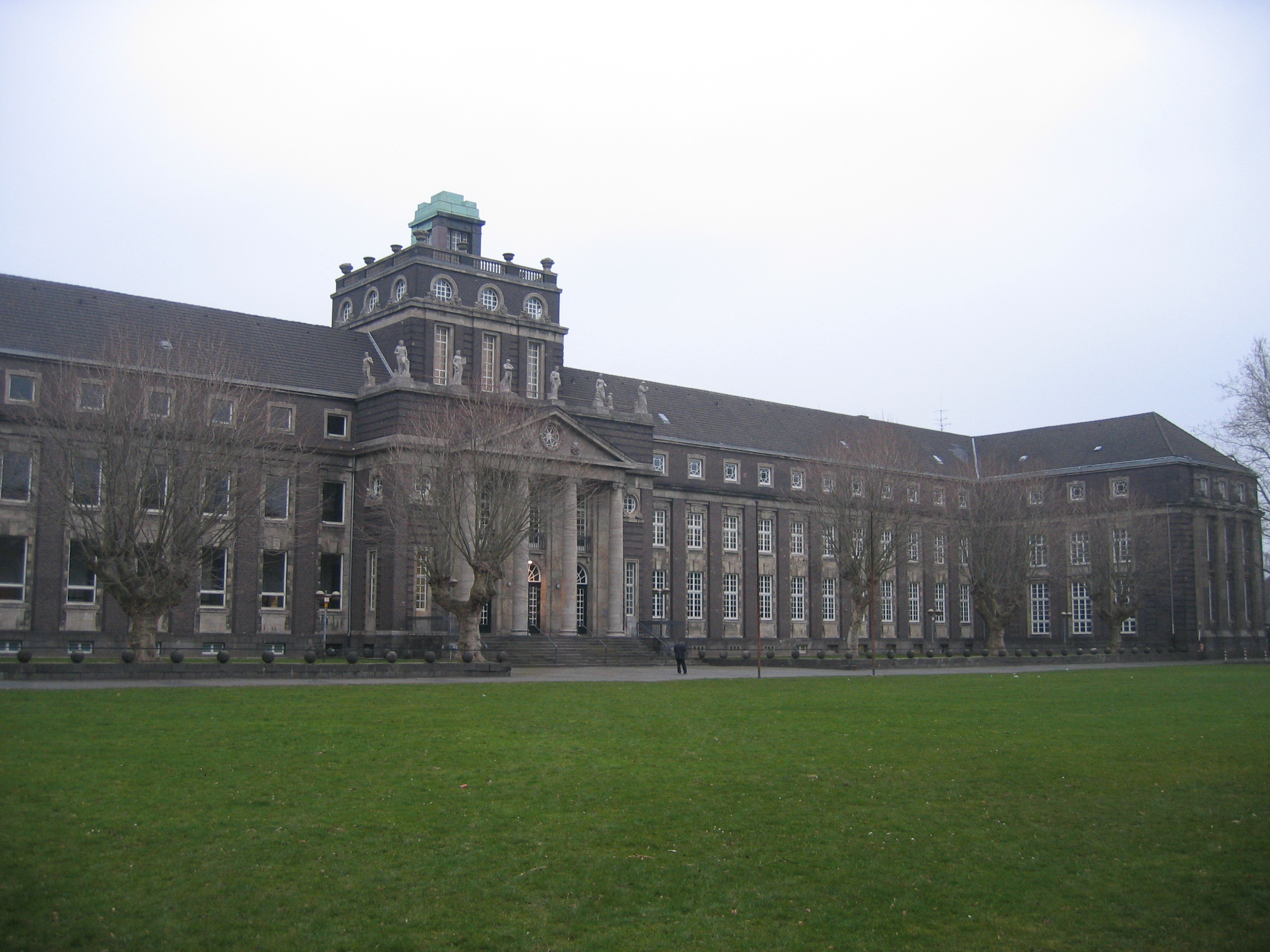
Städtische Realschule zu Crefeld

Gerhard Heinrich Eduard Schauenburg (* 1. Juni 1821 in Herford; † 23. September 1901 in Crefeld) war ein deutscher Pädagoge und Gymnasiallehrer.

## Leben
Eduard Schauenburg war ein Sohn des königlich preußischen Domänenrentmeisters Johann Conrad Schauenburg (1789–1853) und dessen Ehefrau Helene Charlotte, geborene Rothert. Der Mediziner, Burschenschafter und Dichter Karl Hermann Schauenburg und der Verleger und Buchhändler Moritz Schauenburg waren seine Brüder.
Eduard Schauenburg besuchte das Friedrichs-Gymnasium in Herford und studierte anschließend von 1839 bis 1843 an der Rheinischen Friedrich-Wilhelms-Universität Bonn und an der Friedrich-Wilhelms-Universität zu Berlin Philologie. Während seines Studiums wurde er 1839 Mitglied einer Bonner Burschenschaft und 1840 der Alten Berliner Burschenschaft. Von 1841 bis 1842 war er als Einjährig-Freiwilliger bei den Berliner Gardeschützen, machte sein Offiziersexamen und wurde Landwehroffizier. Er wurde 1843 in Halle zum Dr. phil. promoviert, schlug anschließend die Laufbahn als Lehrer ein und wirkte ab 16. Januar 1845 als ordentlicher Lehrer an der Realschule in Siegen. Am 1. Oktober 1848 wechselte er an die Realschule in Düsseldorf und wurde am 1. Januar 1854 zum Oberlehrer ernannt. Von 1848 bis 1866 war er als Stadtrat in Düsseldorf tätig. Er gab Privatunterricht, unter anderem den Prinzessinnen von Hohenzollern. Am 5. April 1866 wurde Eduard Schauenburg Direktor der Städtischen Realschule zu Crefeld. 1890 wurde er von Wilhelm II. nach Berlin zu einer Konferenz geladen, die sich über Fragen über das höhere Schulwesen in Preußen beriet. Für sein dortiges Auftreten erhielt er vom Kaiser das Ritterkreuz des Königlichen Hausordens von Hohenzollern. Anlässlich seines fünfzigjährigen Dienstjubiläums wurde ihm im Jahr 1893 von Kaiser Wilhelm II. der Charakter eines Geheimen Regierungsrates verliehen. Er war Mitglied der Comenius-Gesellschaft zur Pflege der Wissenschaft und Volksbildung und wirkte als Vorsitzender des deutschen Realschulmänner-Vereins. Eduard Schauenberg ging am 30. September 1897 als dienstältester Schulmann der gesamten preußischen Monarchie in Ruhestand.
Eduard Schauenburg war mit dem Baseler Literaturhistoriker Jacob Burckhardt befreundet. Er korrespondierte unter anderem mit dem politisch verfolgten Gottfried Kinkel und mit dem Naturforscher und Forschungsreisenden Alexander von Humboldt, der in einem Brief vom 15. März 1859 Schauenbergs Schrift Reisen in Central-Afrika als vortreffliches historisch-geographisches Werk bezeichnete und ihn aufforderte, dieses auch ja fortzusetzen.

## Werke
- Reisen in Central-Afrika von Mungo Park bis auf Dr. H. Barth und Dr. Ed. Vogel. Erster Band, M. Park, H. Clapperton, R. Lander. Die berühmtesten Entdeckungsreisen zu Land & See bis auf die neueste Zeit in geschichtlichen Darstellungen.  Schauenburg, Lahr 1859 (archive.org)
- Reisen in Central-Afrika von Mungo Park bis auf Dr. H. Barth und Dr. Ed. Vogel. Die berühmtesten Entdeckungsreisen zu Land & See bis auf die neueste Zeit in geschichtlichen Darstellungen. Zweiter Band, Schauenburg, Lahr 1864 (archive.org)
- mit Richard Hoche: Deutsches Lesebuch für die Oberklassen höherer Schulen. Erster Theil, Baedeker, Essen 1867 (archive.org)
- mit Friedrich Erk: Schulgesangbuch für höhere Lehranstalten. Elfte vermehrte und verbesserte Auflage, Ausgabe für Rheinland und Westfalen, Bierer, Altenburg 1898 (archive.org)